# العلاقات المارشالية الليبية
العلاقات المارشالية الليبية هي العلاقات الثنائية التي تجمع بين جزر مارشال وليبيا.

## مقارنة بين البلدين
هذه مقارنة عامة ومرجعية للدولتين:
| وجه المقارنة                                              | جزر مارشال                     | ليبيا                                       |
| --------------------------------------------------------- | ------------------------------ | ------------------------------------------- |
| المساحة (كم2)                                             | 181                            | 1.76 مليون                                  |
| عدد السكان (نسمة)                                         | 53.13 ألف                      | 6.37 مليون                                  |
| الكثافة السكانية (ن./كم²)                                 | 29.35 ألف                      | 3.62                                        |
| العاصمة                                                   | ماجورو                         | طرابلس                                      |
| اللغة الرسمية                                             | لغة إنجليزية، اللغة المارشالية | اللغة العربية، اللغة العربية الفصحى الحديثة |
| العملة                                                    | دولار أمريكي                   | دينار ليبي                                  |
| الناتج المحلي الإجمالي (بليون دولار)                      | 199.40 مليون                   | 50.98 مليار                                 |
| الناتج المحلي الإجمالي (تعادل القوة الشرائية) بليون دولار | 207.25 مليون                   | 69.32 مليار                                 |
| الناتج المحلي الإجمالي الاسمي للفرد دولار أمريكي          | 3.38 ألف                       |                                             |
| الناتج المحلي الإجمالي للفرد دولار أمريكي                 | 3.80 ألف                       | 15.60 ألف                                   |
| مؤشر التنمية البشرية                                      |                                | 0.724                                       |
| رمز المكالمات الدولي                                      | +692                           | +218                                        |
| رمز الإنترنت                                              | .mh                            | .ly                                         |
| المنطقة الزمنية                                           | ت ع م+12:00                    | ت ع م+02:00، توقيت شرق أوروبا               |

## منظمات دولية مشتركة
يشترك البلدان في عضوية مجموعة من المنظمات الدولية، منها:
| علم المنظمة | اسم المنظمة                   | تاريخ انضمام جزر مارشال | تاريخ انضمام ليبيا |
| ----------- | ----------------------------- | ----------------------- | ------------------ |
|             | البنك الدولي للإنشاء والتعمير | 21 مايو 1992            | 17 سبتمبر 1958     |
|             | يونسكو                        | 30 يونيو 1995           | 27 يونيو 1953      |
|             | الاتحاد الدولي للاتصالات      | 22 فبراير 1996          | 3 فبراير 1953      |
|             | مؤسسة التمويل الدولية         | 23 سبتمبر 1992          | 18 سبتمبر 1958     |
|             | منظمة الشرطة الجنائية الدولية | ?                       | ?                  |
|             | الأمم المتحدة                 | 17 سبتمبر 1991          | 14 ديسمبر 1955     |
|             | مؤسسة التنمية الدولية         | 19 يناير 1993           | 1 أغسطس 1961       |
|             | منظمة حظر الأسلحة الكيميائية  | ?                       | ?                  |

## وصلات خارجية
- موقع وزارة الخارجية الليبية